# Lipan (Teksas)
Lipan je grad u američkoj saveznoj državi Teksas. Prema popisu stanovništva iz 2010. u njemu je živjelo 430 stanovnika.